# Nottingham Trophy 2010
Il Nottingham Trophy 2010, noto anche come AEGON Trophy per motivi di sponsorizzazione, è stato un torneo professionistico di tennis maschile giocato sull'erba, che faceva parte dell'ATP Challenger Tour 2010. Si è giocato a Nottingham nel Regno Unito dal 30 maggio al 6 giugno 2010.

## Partecipanti

### Teste di serie
| Nazionalità | Giocatore      | Ranking* | Testa di serie |
| ----------- | -------------- | -------- | -------------- |
| Francia     | Arnaud Clément | 76       | 1              |
| Stati Uniti | Rajeev Ram     | 89       | 2              |
| Sudafrica   | Kevin Anderson | 93       | 3              |
| Stati Uniti | Taylor Dent    | 102      | 4              |
| Spagna      | Iván Navarro   | 109      | 5              |
| Stati Uniti | Jesse Levine   | 110      | 6              |
| Turchia     | Marsel İlhan   | 127      | 7              |
| Australia   | Carsten Ball   | 132      | 8              |

* Ranking al 24 maggio 2010.

### Altri partecipanti
Giocatori che hanno ricevuto una wild card:
- Joshua Goodall
- Ryan Harrison
- Alexander Slabinsky
- James Ward

Giocatori protected ranking:
- Adrian Mannarino
- Gilles Müller

Giocatori passati dalle qualificazioni:
- Simon Stadler
- Bernard Tomić
- Alexander Ward
- Marcus Willis

## Campioni

### Singolare
Ričardas Berankis ha battuto in finale  Gō Soeda, 6–4, 6–4

### Doppio
Colin Fleming /  Ken Skupski hanno battuto in finale  Eric Butorac /  Scott Lipsky, 7–6(3), 6–4